# Miha Molan
Miha Molan, slovenski policist in veteran vojne za Slovenijo, * ?.
Molan je bil direktor Policijske uprave Krško, trenutno (2007) pa je državni sekretar Republike Slovenije na Ministrstvu za notranje zadeve Slovenije.

## Odlikovanja in priznanja
- spominski znak Republiška koordinacija 1991[1]